# Umiak

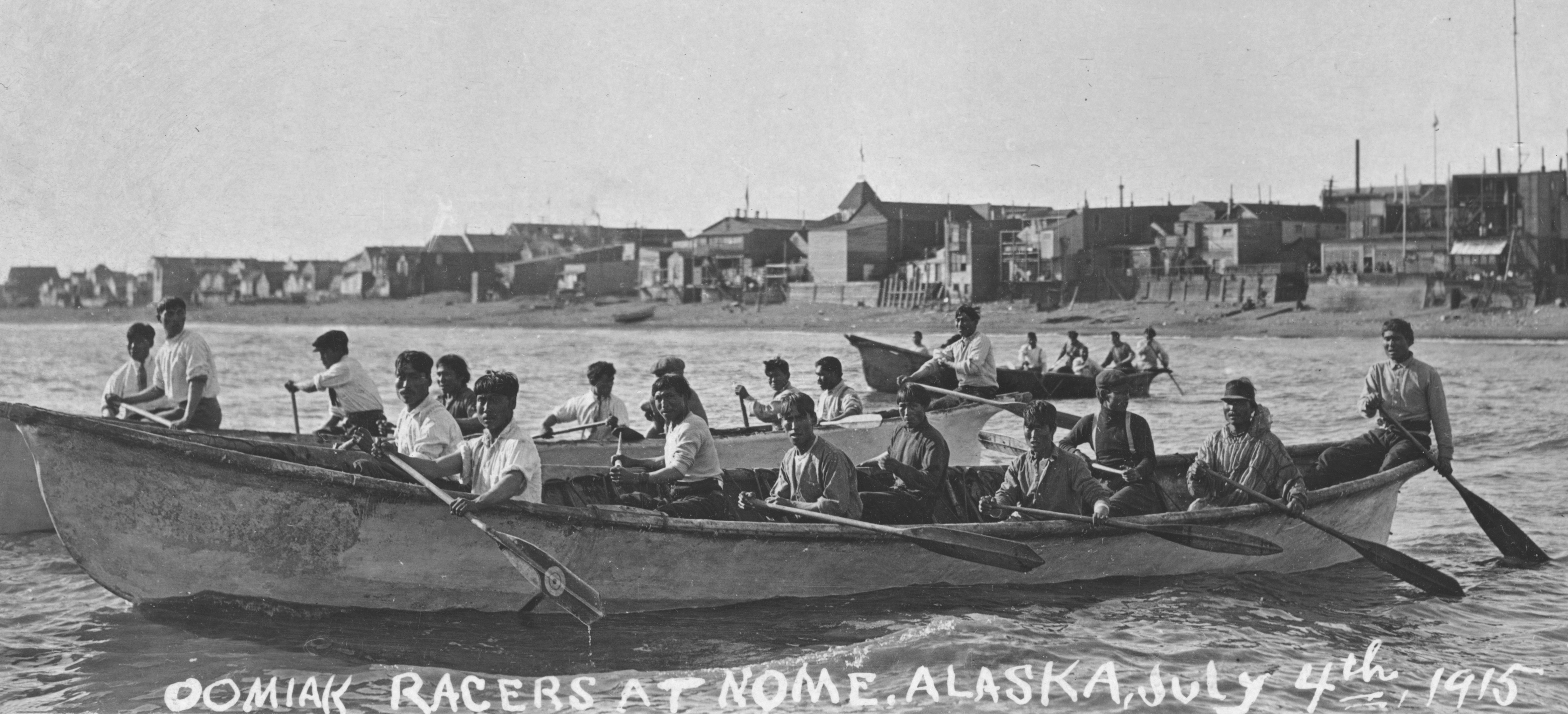
Umiakvaarders

Een umiak is een grote open kano voor gebruik op zee, die net als de kajak van de Inuit gemaakt werd van een geraamte van (drijf)hout bespannen met aan elkaar genaaide huiden. De naden werden met dierlijk vet waterdicht gemaakt. De vorm en bouwwijze komt ook overeen met de curragh.
Eem belangrijk verschil in bouwwijze vergeleken met de kajak en de curragh is dat bij een umiak de (binnen)kiel het fundamentele bouwelement is in plaats van het dolboord.
De umiak werd zowel voor de jacht als voor vervoer van personen (families) en vracht gebruikt. In latere perioden werd deze boot hoofdzakelijk gebruikt voor personenvervoer, daarbij vaak aangeduid als de "vrouwenboot". Daardoor werd in eerste instantie aangenomen dat dit de betekenis was van het woord umiak.